# Blind test (film)
Pour les articles homonymes, voir Blind test.
Pour plus de détails, voir Fiche technique et Distribution.
Blind test est un film français réalisé par Georges Ruquet, sorti en 2010.

## Fiche technique
- Durée : 105 minutes
- Pays de production :  France
- Date de sortie : France 27 octobre 2010

## Distribution
- Sarah Biasini : Joyce
- Manuel Blanc : Bertrand
- Johan Libéreau : Winko